# 端芬镇
端芬镇是中华人民共和国广东省江门市台山市下辖的一个乡镇级行政单位。，位于台山市區南部约26公里，於2000年合并隆文镇。全鎮面積約300平方公里。

## 行政区划
端芬镇下辖以下地区：
端芬圩社区、海阳村、西头村、锦江村、山底村、塘头村、西廓村、那泰村、莲湖村、塘底村、墩寨村、上泽村、西泽村、庙边村、隆文村、三洞村和寻皇村。

## 景点
- 海口埠-台山银信博物馆
- 凤凰峡漂流休闲度假区
- 寻皇大草原
- 端芬翁家楼